# Месје 5
Месје 5 (М5) је збијено звездано јато у сазвежђу Змија које се налази у Месјеовом каталогу објеката дубоког неба.
Деклинација објекта је + 2° 5' 0" а ректасцензија 15h 18m 33,8s. Привидна величина (магнитуда) објекта М5 износи 5,7. М5 је још познат и под ознакама NGC 5904, GCL 34.